# Martin Glváč
Martin Glváč (Bratislava, 20 novembre 1967) è un politico slovacco. È stato ministro della Difesa della Repubblica Slovacca nel Governo Fico II dal 4 aprile 2012 al 23 marzo 2016.